# 旧金山公立图书馆

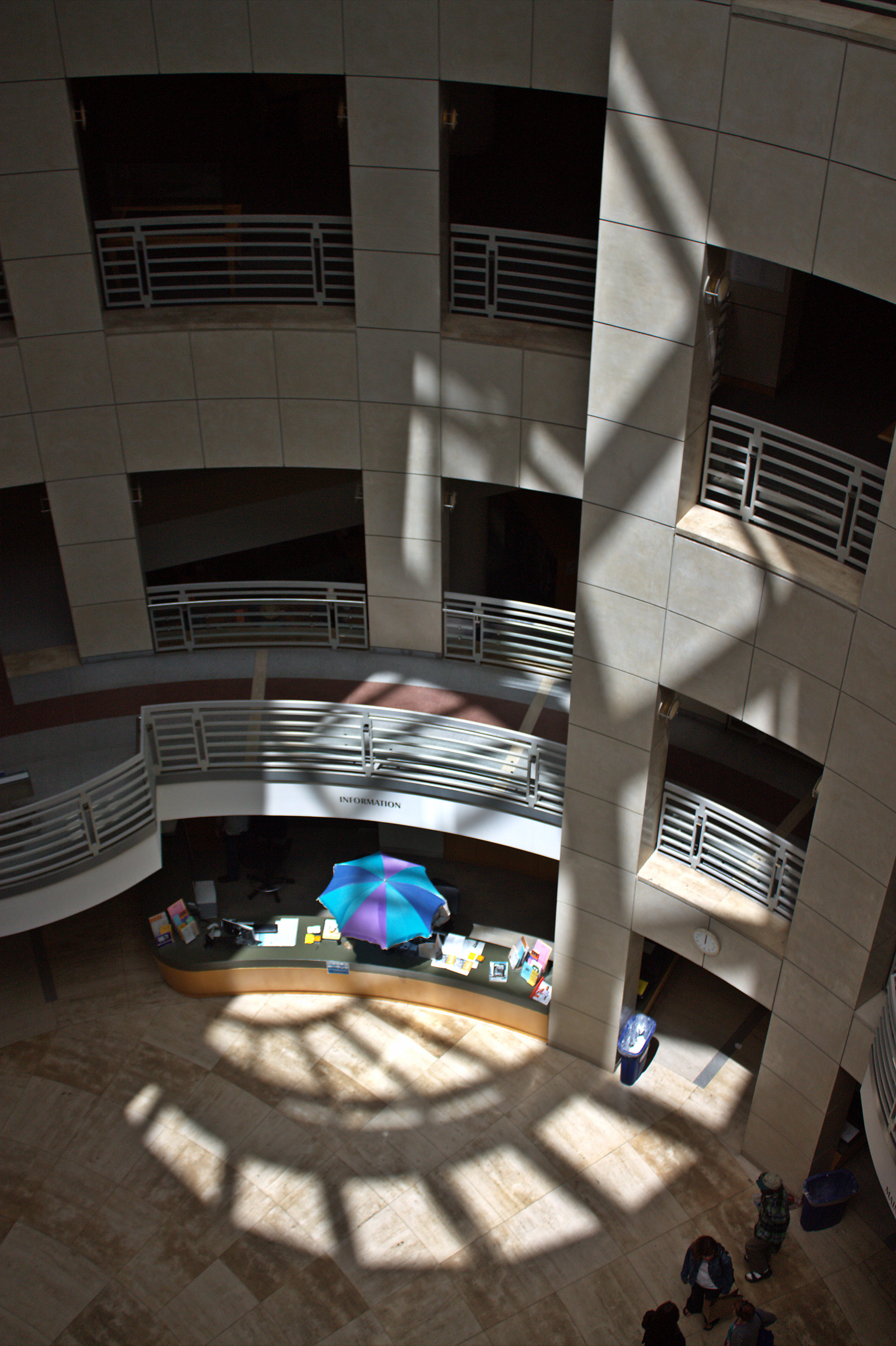
圖書館中庭

旧金山公共图书馆（英語：San Francisco Public Library）是一个服務舊金山市民為主的公共图书馆系统，主馆位于市政中心拉尔金街（Larkin Street）和 Grove 街交界處。
旧金山首个公共图书馆于1879年官方式开幕，正好是在加州淘金潮三十年後。在此之后，它曾经数次搬迁。首三个分馆在1888年到1889年之间开幕，分别位于米慎区（Mission District）、北滩和波特雷罗山（Potrero Hill）。

## 歷史
Andrew Smith Hallidie 先生積極主張在舊金山建立一間公共圖書館，他於1877年為此召開了居民會議。1878年 William Irwin 州長簽訂 Roger 法案成立圖書館董事會。 該法案同時也增設一項房地產稅用以資助圖書館計劃。1879年舊金山市立圖書館在Bush街鄰近 Kearny 街處正式開放，聘請 Albert Hart 為第一位圖書館員。圖書館於1888年遷至市政中心市府大樓拉尔金街一側。1889年，由參議員乔治·赫斯特提名，舊金山市立圖書館成為聯邦政府文件保存單位之一。

## 新總館
現今的總館於1993年3月15日年開始興建，建築費用總計一 億零九百五十萬。1995年建築物竣工，一年後於1996年4月18日對外開放。 新館總面積超過376,000平方英尺 ( 35,000平方米)，地上六層，地下一層， 比原來的舊館大兩倍多（舊館在1996年 Loma Prieta 地震中損壞，整修後改為亞洲藝術博物館）。市政府共花費將近一億四千萬完成新總圖書館。 新館中現有300台電腦終端機，可容納1100部手提電腦 ，並新增一層兒童館。
然而，新的總圖書館也受到批評。1996年，作者 Nicholson Baker 在《紐約客》雜誌撰文，嚴厲批評從舊館搬到新館時清除一部分圖書之舉。 他同時也批評用電腦化館藏目錄取代圖書目錄卡片。 對此負面報導，圖書館正式回覆了 Nicholson 先生在《紐約客》的文章，反駁他的控訴。
儘管有這些負面評論，開放後第一年新總館的參訪人數倍增，從一百一十萬增加到兩百一十萬，擁有圖書證的人數則增加將近兩倍。
地方新聞也有批評意見，認為通風和寬敞的圖書館中庭大大減少了每層樓置放書架的空間。

## 圖書館分館
至2007年，舊金山市立圖書館共有27間分館。 Mission Bay 分館是近四十年來唯一增加的新分館，於2006年7月開放使用。
下列名單中用斜體字印出的分館，均為分館改善計劃的一部分，目前正在重建，暫時關閉。 括號中是各分館開放使用的年份。
- Anza 分館 (1932)
- Bayview 分館 (1927)
- Bernal Heights 分館 (1920)
- Chinatown 分館 (1921 最初為 North Beach 分館，1958年改名 Chinatown 分館 )
- Eureka Valley 分館 (1902 時為McCreery分館，1962年重建改名 Eureka Valley 分館)
- Excelsior 分館 (1925)
- Glen Park 分館 (1927) 10/19/2007 新建後重開
- Golden Gate Valley 分館 (1918)
- Ingleside 分館 (1925)
- Marina 分館 (1954) 8/4/2007 整修後重開
- Merced 分館 (1958)
- Mission 分館 (1888-9)
- Mission Bay 分館 (2006)
- Noe Valley 分館 (1916)
- North Beach 分館 (1958)
- Ocean View 分館 (1902)
- Ortega 分館 (1956)
- Park 分館 (1895)
- Parkside 分館 (1936)
- Portola 分館 (1928)
- Potrero 分館 (1888-89)
- Presidio 分館 (1898)
- Richmond 分館 (1892)
- Sunset 分館 (1918) –3/31/07 整修後重開
- Visitacion Valley 分館 (1934)
- West Portal 分館 (1936) -- 2/10/07 整修後重開
- Western Addition 分館 (1966)